# 133861 Debrawilmer
133861 Debrawilmer este o planetă minoră (asteroid) din Outer Main Belt⁠(d). A fost descoperită pe 19 ianuarie 2004 la Catalina Station⁠(d) de Catalina Sky Survey. 
Obiectul prezintă o orbită caracterizată de o semiaxă mare de 3,2038244819825 UAi, o excentricitate de 0,12, o înclinație de 16,7 ° în raport cu ecliptica.